# NGC 362
NGC 362（Caldwell 104、Melotte 4）は、きょしちょう座の球状星団である。1826年8月1日にJames Dunlopによって発見された。明るめの星団で、小型の望遠鏡で容易に観察できる。